# العلاقات الروسية السودانية
العلاقات الروسية السودانية هي العلاقات الثنائية بين جمهورية السودان وروسيا الاتحادية.

## تاريخ العلاقات
أقيمت العلاقات الدبلوماسية بين الاتحاد السوفيتي والسودان في 5 يناير عام 1956. شهدت ستينات القرن الماضي تطورا مطردا للعلاقات الثنائية. وتم في تلك الفترة توقيع الاتفاقيات الطويلة الامد التي ساعدت على تطوير التعاون بين البلدين في شتى المجالات.
وفي مطلع السبعينات قامت القيادة السودانية بقطع العلاقات مع الاتحاد السوفيتي من جانب واحد. لكن بعد وقوع الانقلاب العسكري عام 1985 بدأت العلاقات بين البلدين تعود إلى مجراها الطبيعي بشكل تدريجي.
وفي تاريخ 29 ديسمبر عام 1991 أعلنت السودان اعترافها الرسمي بروسيا الاتحادية. كما قام وزيرا الخارجية مصطفى عثمان إسماعيل ولام أكول بزيارتي عمل إلى موسكو في نوفمبر/تشرين الثاني عام 2001 ومايو/آيار عام 2006. كما جرى لقاء وزيري خارجية البلدين في سبتمبر/أيلول عام 2006، وذلك على هامش الدورة الحادية والستين للجمعية العامة لهيئة الامم المتحدة. وخلال انعقاد الدورة الثامنة والخمسين للجمعية العامة لهيئة الأمم المتحدة في 29 سبتمبر/ايلول عام 2003 وقع وزيرا الخارجية للدولتين البروتوكول الخاص باجراء المشاورات واقامة التعاون في مجال رفع كفاءة الكوادر الدبلوماسية. كما تم توقيع بروتوكول التعاون بين الأكاديمية الدبلوماسية لوزارة الخارجية الروسية والمركز الدبلوماسي في الخرطوم. وشهدت الدورة الثالثة والستين للجمعية العامة لهيئة الأمم المتحدة لقاء بين وزير الخارجية الروسي من جانب ونائب رئيس السودان علي عثمان محمد طه من جانب آخر.
في أبريل/نيسان عام 2002 زار وزير الدفاع السوداني بكري حسن صالح روسيا. وتم أثناء الزيارة اعداد اتفاقية التعاون العسكري التقني بين الحكومتين الروسية والسودانية. وتم توقيع هذه الاتفاقية في مارس/آذار عام 2003 وذلك خلال الزيارة التي قام بها إلى الخرطوم يوري خوزيانينوف نائب رئيس لجنة التعاون العسكري والتقني الروسية.
وزار عبد الرحيم محمد حسين الممثل الخاص لرئيس السودان في شؤون دارفور موسكو ثلاث مرات كانت المرة الأولى في أكتوبر/تشرين الأول عام 2004 وكان عندها يتولى منصب وزير الداخلية وفي عامي 2006 و2008 وهو يتولى منصب وزير الدفاع، وهدفت الزيارات إلى تسليم رسالة رئيس السودان إلى رئيس روسيا في مسألة دارفور.
وتتطور أيضا، العلاقات بين برلماني البلدين. ففي يونيو/حزيران عام 2004 قدم إلى موسكو في زيارة عمل أحمد إبراهيم طاهر رئيس الجمعية الوطنية السودانية،  اما في فبراير/شباط عام 2005 فقد زار الخرطوم وفد مجلس الاتحاد الروسي برئاسة سيرغي أنوخين النائب الأول لرئيس لجنة السياسة الاعلامية لمجلس الاتحاد. وفي نوفمبر/تشرين الثاني عام 2006 زار السودان ميخائيل مارغيلوف رئيس لجنة الشؤون الدولية في مجلس الاتحاد الروسي. وفي نوفمبر/تشرين الثاني سنة 2008 زار موسكو الوفد البرلماني السوداني برئاسة عثمان مداوي رئيس لجنة الشؤون الخارجية للجمعية الوطنية السودانية.
كما زار مارغيلوف السودان بزيارة رسمية في شهر فبراير عام 2009. في ديسمبر/كانون الأول عام 2006 زار موسكو اللواء صلاح الدين عبد الله محمد عثمان رئيس جهاز الأمن القومي السوداني.
والجدير بالذكر ان لجنة الشؤون الدولية في البرلمان السوداني أيدت موقف روسيا بشأن الاحداث في أوسيتيا الجنوبية التي وقعت في أغسطس/آب عام 2008.

## التعاون في المجال التجاري والاقتصادي
يتم تنظيم العلاقات التجارية والاقتصادية مع السودان بموجب اتفاقية التجارة والتعاون الاقتصادي والتقني التي أبرمت بين الحكومتين الروسية والسودانية في يناير/كانون الثاني عام 1998 والتي حلت عوضا عن عدد من الاتفاقيات المبرمة سابقا في هذا المجال.
في اواخر عام 2007 وبتوصية من الرئيس السوداني عمر حسن البشير تم تشكيل لجنة تطوير التعاون الروسي السوداني.
وتضم الصادرات الروسية إلى السودان الماكنات والتقنيات والأجهزة الكهربائية ومواد البناء. كما توجد امكانات لتنظيم تصدير منتجات شركات الطائرات والسيارات الروسية والبصريات والسلع الاستهلاكية والحبوب. ويتم تصدير جزء من السلع الروسية إلى السودان عن طريق شركات الوساطة المصرية والسعودية والإماراتية. اما الواردات الروسية من السودان فتحتوي أساسا على المنتجات الزراعية كالقطن والشاي الأحمر (كركديه) والسمسم والفول السوداني.
تتطور أيضا علاقات السودان مع بعض جمهوريات روسيا الاتحادية، وبينها جمهورية تتارستان الروسية التي تمكنت بعض شركاتها مثل «كاماز» ومصنع المروحيات وشركة «ألناس» وغيرها من الشركات التتارية الروسية التي تمكنت من تثبيت قدمها في السوق السودانية.
تدرس شركة «السكك الحديد» الروسية امكانات مشاركتها في تحقيق مشروع واسع النطاق وهو تطوير شبكة السكك الحديدية في السودان بما في ذلك توريد عربات القطار والقاطرات الروسية الصنع. كما توجد بعض الخطوات الرامية إلى إقامة الشراكة الروسية السودانية في مجال الطاقة.
وقد زار رئيس الوزراء التتارستاني روستام مينيخاموف
في يونيو/حزيران عام 2001 الخرطوم حيث وقع مذكرة التفاهم في مجال النفط بين شركة «تات نفط» الروسية ووزارة الطاقة السودانية. وكانت شركتا «لوكويل» و«روس نفط» الروسيتان قد ابدتا اهتمامهما بالعمل في السوق السودانية.
على النقيض فقد تم في صيف عام 2002 إلغاء الاتفاقية التي وقعتها شركة «سلاف نفط» الروسية في يناير نفس العام والتي كانت تخص تقاسم المنتجات في أحد مكامن النفط الواعدة الواقعة في السودان.
في يوليو/تموز عام 2004 فازت شركة «ستروي ترانس غاز» الروسية والشركة الخاضعة لها "STG – International Gmbh " بمناقصة إنشاء قسم من خط أنابيب النفط يربط بين مكمن النفط «ميلوت» وبور تسودان الواقع على ساحل البحر الأحمر بطول 366 كيلومترا وقدرته على تمرير النفط بمقدار 200 الف برميل يوميا. وتبلغ كلفة العقد الإجمالية 100 مليون دولار. وتم انجاز هذا القسم من خط أنابيب النفط في مطلع عام 2008.
وتعمل الشركات الروسية بنجاح في قطاع النقل الجوي السوداني. وتقوم قرابة 35 طائرة ومروحية روسية برحلات جوية في اطار البرامج الإنسانية لهيئة الأمم المتحدة. وتعد مجموعة الطائرات الروسية هذه أكبر مجموعات الطيران الروسية المرابطة خارج روسيا.

## التعاون الثقافي والعلمي
يحمل التعاون في مجال العلم والثقافة والتعليم طابعا محدودا. ومن أهم اتجاهاته اعداد الخبراء السودانيين في مؤسسات التعليم العالي الروسية. وقد تم منذ عام 1956 تخريج 5 آلاف خبير في شتى المجالات. وبدءاً من عام 1996 بدأت الحكومة الروسية بتخصيص المنح الدراسية للطلبة السودانيين. بما فيها 5 منح للبكالوريوس والماجستير و10 منح للدراسات العليا.